# Miguel López Martínez
Miguel López Martínez (Sisante, 25 de abril de 1825-Madrid, 24 de junio de 1904) fue un político y agrónomo español.

## Biografía
Natural de la localidad conquense de Sisante, fue diputado a Cortes y senador, jefe de la Administración, vocal de varios cuerpos consultivos y autor de un gran número de obras, con la agricultura y la administración como principales temas, entre las que se cuentan Reflexiones sobre los gobiernos y las oposiciones aplicadas a la situacion actual (1850), Armonia del mundo racional en sus tres fases: la Humanidad, la Sociedad y la Civilización (1851), El mejor español (1869), Observaciones sobre las corridas de toros y contra la supresión oficial de las mismas (1878) y El absentismo y el espíritu rural (1889). Junto a José de Hidalgo Tablada y Manuel Prieto y Prieto, editó el Diccionario enciclopédico de agricultura y ganadería e industrias rurales (1885-1889). Fue redactor de La Opinión Pública (1851-1852), colaborador del Semanario Pintoresco Español (1846) y director de El Eco de la Ganadería (desde 1853), La Libertad (1863-1865), El Tiempo (1870) y la Gaceta Agrícola del Ministerio de Fomento (1879-1882). Falleció en 1904.